# 近藤由太郎
近藤 由太郎（こんどう よしたろう、1884年（明治17年）8月1日 - 1965年（昭和40年）2月17日）は、日本の政治家、実業家、福井県大野町長、呉服店店主。

## 来歴
福井県南条郡武生町（現：越前市）の老舗呉服屋とがのや呉服店の三男として生まれた。1910年（明治43年1月）、大野町のこちらも老舗呉服屋あらごろ呉服店の店主で後に福井県会議員となる近藤金次郎の婿養子となり、店舗を一任される。
他に北陸絹布株式会社取締役、大越木材工業社長、大野町商工会議所の会頭を歴任し、1947年（昭和22年）4月に戦後初の市町村選挙にて大野町長に就任する。戦後の復興に力を注ぎ、1952年（昭和27年）10月に引退。次代町長の斎藤重雄において大野町は大野市となり、斎藤は市長に就任した。
長男は洋画家の近藤五郎(吾郎)で富士山麓の裾野市にアトリエを構えている。